# EDP Gás
EDP Gás Serviço Universal é uma empresa portuguesa que actua na comercialização de último recurso de gás natural em Portugal.
A empresa foi fundada em 1994 como Portgás no Litoral Norte. Após a liberalização do mercado em janeiro de 2008, a comercialização de último recurso passou para a EDP Gás, uma forma de reforçar a identificação com a sua dona a EDP.
As actividades da companhia em Portugal sob a marca EDP dividiram-se em EDP Gás Distribuição, EDP Gás Serviço Universal, EDP Gás Comercial e EDP Gás Propano, hoje só resta a EDP Gás Serviço Universal . A sede da empresa localiza-se na cidade de Porto.
Em fevereiro de 2014 foi anunciado que a EDP Comercial ultrapassou a Galp Energia, tornando-se líder no mercado liberalizado de gás em 2013 com 44% dos clientes em Portugal.

A 4 de outubro de 2017 a antiga Portgás, operadora da rede de distribuição, é adquirida pela REN Gás S.A. e assume a designação social REN Portgás Distribuição, S.A.